# شراع المجاهدین
شراع المجاهدین یک منطقهٔ مسکونی در عربستان سعودی است که در استان مکه واقع شده‌است.